# 하마드타운
하마드타운(아랍어: مدينة حمد 마디나트하마드[*], 영어: Hamad Town)은 바레인 북부에 위치한 도시로 인구는 133,550명(2012년 기준)이다. 행정 구역상으로는 북부주에 속한다.